# Charinus puri
Espèce
Charinus puri est une espèce d'amblypyges de la famille des Charinidae.

## Distribution
Cette espèce est endémique de l'État de Rio de Janeiro au Brésil. Elle se rencontre dans des grottes à Cambuci.

## Description
La carapace des femelles mesure de 4,56 à 5,36 mm de long sur de 4,13 à 7,20 mm.

## Étymologie
Cette espèce est nommée en l'honneur des Purí.

## Publication originale
- Miranda, Giupponi, Prendini & Scharff, 2021 : « Systematic revision of the pantropical whip spider family Charinidae Quintero, 1986 (Arachnida, Amblypygi). » European Journal of Taxonomy, no 772, p. 1–409 (texte intégral).